# Élections aux conseils d'arrondissement de 1901 dans la Somme
Les élections aux conseils d'arrondissement de 1901 ont eu lieu le 21 et 28 juillet 1901.

## Résultats à l'échelle du département

### Présidents de conseils d'arrondissement élus
| Arrondissement | Président sortant  | Parti | Parti | Président élu      | Parti | Parti |
| -------------- | ------------------ | ----- | ----- | ------------------ | ----- | ----- |
| Amiens         | René Jouancoux     |       | PRRRS | René Jouancoux     |       | PRRRS |
| Abbeville      | Alfred Dufrien     |       | PRRRS | Alfred Dufrien     |       | PRRRS |
| Doullens       | Théophane Fournier |       | RdG   | Théophane Fournier |       | RdG   |
| Montdidier     | Victor Gaillard    |       | PRRRS | Victor Gaillard    |       | PRRRS |
| Péronne        | Léopold Lanne      |       | RdG   | Léopold Lanne      |       | RdG   |

### Évolution
| Partis       | Partis                                          | Conseillers sortants | Conseillers élus | Évolution     |
| ------------ | ----------------------------------------------- | -------------------- | ---------------- | ------------- |
|              | Républicains de gauche                          | 11                   | 13               | 2             |
|              | Parti républicain radical et radical-socialiste | 5                    | 5                | en stagnation |
|              | Radicaux indépendants                           | 1                    | 1                | en stagnation |
| Total Centre | Total Centre                                    | 17                   | 19               | 2             |
|              | Conservateurs                                   | 5                    | 3                | 2             |
|              | Républicains progressistes                      | 1                    | 1                | en stagnation |
|              | Ralliés                                         | 2                    | 1                | 1             |
| Total Droite | Total Droite                                    | 8                    | 5                | 3             |
|              | Parti ouvrier français                          | 0                    | 1                | 1             |
| Total Gauche | Total Gauche                                    | 0                    | 1                | 1             |

## Arrondissement d'Amiens

### Résultats
| 2 | Amiens-Nord-Est   | Jules Rousseau           | RdG   | Charles Gaillet         | POF   |  |  |
| 2 | Amiens-Sud-Ouest  | Auguste Bousquet-Briquet | PRRRS | Alphonse Boutmy         | RdG   |  |  |
| 2 | Oisemont          | Raymond Lequibin         | PRRRS | Raymond Lequibin        | PRRRS |  |  |
| 2 | Picquingy         | Henry Boistel de Belloy  | Cons. | Henry Boistel de Belloy | Cons. |  |  |
| 2 | Poix-de-Picardie  | Valentin Mille           | RdG   | Valentin Mille          | RdG   |  |  |
| 2 | Villers-Bocage    | Fernand Poujol           | Cons. | Paul Casimir Dubois     | PRRRS |  |  |
|   |                   |                          |       |                         |       |  |  |
| 1 | Amiens-Nord-Ouest | Gaston Gamain            | PRRRS | Gaston Gamain           | PRRRS |  |  |
| 1 | Amiens-Sud-Est    | Amédée Damenez           | PRRRS | Amédée Damenez          | PRRRS |  |  |
| 1 | Boves             | René Jouancoux           | PRRRS | René Jouancoux          | PRRRS |  |  |
| 1 | Conty             | Edmond Beauvais-Dumont   | RdG   | Edmond Beauvais-Dumont  | RdG   |  |  |
| 1 | Corbie            | Ulysse Mallet            | PRRRS | Ulysse Mallet           | PRRRS |  |  |
| 1 | Hornoy-le-Bourg   | Octave Macrez            | RdG   | Octave Macrez           | RdG   |  |  |
| 1 | Molliens-Vidame   | Charles Cavillon         | RdG   | Charles Cavillon        | RdG   |  |  |

*Conseillers d'arrondissement sortants ne se représentant pas

## Arrondissement d'Abbeville

### Résultats
| 2 | Abbeville-Nord         | Albert Lourdelle  | Cons. | Albert Lourdelle  | Cons.  |  |  |
| 2 | Ailly-le-Haut-Clocher  | François Oger     | PRRRS | François Oger     | PRRRS  |  |  |
| 2 | Gamaches               | Florimond Mauduit | RI    | Florimond Mauduit | RI     |  |  |
| 2 | Nouvion                | Henri Petit       | RdG   | Henri Petit       | RdG    |  |  |
| 2 | Saint-Valery-sur-Somme | Nicolas Forget*   | Cons. | Charles Belin     | Rallié |  |  |
|   |                        |                   |       |                   |        |  |  |
| 1 | Abbeville-Sud          | Charles Bignon    | RdG   | Charles Bignon    | RdG    |  |  |
| 1 | Ault                   | Alfred Dufrien    | PRRRS | Alfred Dufrien    | PRRRS  |  |  |
| 1 | Crécy-en-Ponthieu      | Albert Padieu     | RdG   | Albert Padieu     | RdG    |  |  |
| 1 | Hallencourt            | Émile Michaut     | RdG   | Émile Michaut     | RdG    |  |  |
| 1 | Moyenneville           | Gabriel Anquier   | PRRRS | Gabriel Anquier   | PRRRS  |  |  |
| 1 | Rue                    | Pierre Tingry     | RdG   | Pierre Tingry     | RdG    |  |  |

*Conseillers d'arrondissement sortants ne se représentant pas

## Arrondissement de Doullens

### Résultats
| 2 | Bernaville         | Sabin Vasseur             | Rallié | Théophane Fournier        | RdG   |  |  |
| 2 | Bernaville         | M. Patte-Douillet         | Rallié | Henri Toulouse            | RdG   |  |  |
| 2 | Doullens           | Jean-Baptiste Lagrange    | RdG    | Émile Lefebvre            | RdG   |  |  |
| 2 | Doullens           | Lucien Carpentier         | PRRRS  | Lucien Carpentier         | PRRRS |  |  |
| 2 | Doullens           | Léon Babeur               | RdG    | Léon Babeur               | RdG   |  |  |
|   |                    |                           |        |                           |       |  |  |
| 1 | Acheux-en-Amiénois | Raoul de Witasse          | Cons.  | Raoul de Witasse          | Cons. |  |  |
| 1 | Acheux-en-Amiénois | René Pombourcq            | RdG    | René Pombourcq            | RdG   |  |  |
| 1 | Domart-en-Ponthieu | Justinien Laurent-Dusevel | RdG    | Justinien Laurent-Dusevel | RdG   |  |  |
| 1 | Domart-en-Ponthieu | Anatole Jovelet           | PRRRS  | Anatole Jovelet           | PRRRS |  |  |

*Conseillers d'arrondissement sortants ne se représentant pas

## Arrondissement de Montdidier

### Résultats
| 2 | Ailly-sur-Noye       | Louis Trannoy      | Prog. | Louis Trannoy      | Prog. |  |  |
| 2 | Rosières-en-Santerre | Georges Capronnier | PRRRS | Georges Capronnier | PRRRS |  |  |
| 2 | Rosières-en-Santerre | Édouard Dumont     | RdG   | Édouard Dumont     | RdG   |  |  |
| 2 | Roye                 | Charles Picart     | RdG   | Armand Vallancourt | RdG   |  |  |
| 2 | Roye                 | Alfred François    | Cons. | Alfred François    | Cons. |  |  |
|   |                      |                    |       |                    |       |  |  |
| 1 | Montdidier           | Camille Pillon     | RI    | Camille Pillon     | RI    |  |  |
| 1 | Montdidier           | Arthur Grévin      | PRRRS | Arthur Grévin      | PRRRS |  |  |
| 1 | Moreuil              | Paul Mortier       | PRRRS | Paul Mortier       | PRRRS |  |  |
| 1 | Moreuil              | Victor Gaillard    | PRRRS | Victor Gaillard    | PRRRS |  |  |

*Conseillers d'arrondissement sortants ne se représentant pas

## Arrondissement de Péronne

### Résultats
| 2 | Bray-sur-Somme | Jules Mollet        | RdG | Jules Mollet        | RdG |  |  |
| 2 | Combles        | Clément Debray      | RdG | Clément Debray      | RdG |  |  |
| 2 | Nesle          | Louis Magniez       | RdG | Louis Magniez       | RdG |  |  |
| 2 | Roisel         | Louis Pointier*     | RdG | Ernest Passet       | RdG |  |  |
|   |                |                     |     |                     |     |  |  |
| 1 | Albert         | Alfred Nançon       | RdG | Alfred Nançon       | RdG |  |  |
| 1 | Chaulnes       | Armand Baroux       | RdG | Armand Baroux       | RdG |  |  |
| 1 | Ham            | Léopold Lanne       | RdG | Léopold Lanne       | RdG |  |  |
| 1 | Péronne        | Paul Scellos        | RdG | Paul Scellos        | RdG |  |  |
| 1 | Péronne        | Ernest Franqueville | RdG | Ernest Franqueville | RdG |  |  |

*Conseillers d'arrondissement sortants ne se représentant pas